# Osteossarcoma
Osteossarcoma é o tumor ósseo maligno primário mais comum. Geralmente aparece em locais onde os ossos crescem mais rápido e durante a fase de crescimento. É mais comum aos 20 anos e frequentemente tem crescimento rápido.Quando afeta idosos geralmente é uma complicação da Doença de Paget do osso ou induzido por radiação.
O tumor ocorre preferencialmente na região da metáfise óssea de ossos tubulares longos, pois é onde os ossos mais crescem. A maioria dos casos ocorrem nos joelhos. Geralmente se originam de osteoblastos (células que produzem a matriz óssea).

## Prevalência

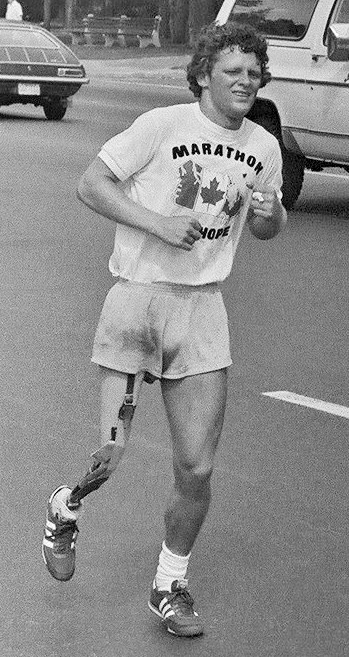
Terry Fox (1958–1981) iniciou uma corrida pelo Canadá para arrecadar fundos para a pesquisa do câncer. Ele desenvolveu um osteossarcoma quando adolescente e teve sua perna amputada. Hoje a Corrida de Terry Fox continua a arrecadar dinheiro para pesquisas sobre o câncer. Hoje as amputações são raras.

O osteossarcoma é a sexta causa de câncer em crianças com menos de 15 anos. Afeta nos Estados Unidos anualmente cerca de 400 crianças com menos de 20 anos e 500 adultos (maioria entre 15-30 anos). Aproximademente 1/3 dos 900 morre a cada ano, ou seja, 300 por ano. Um segundo pico de incidência ocorre na velhice, geralmente associada com doença óssea subjacente como a doença de Paget, infarto medular ou irradiação prévia.

## Sintomas
A localização mais vulgar deste tumor nos indivíduos novos é num dos ossos compridos dos membros ou na vizinhança do joelho, anca ou ombro. O primeiro sintoma é geralmente uma tumefacção dolorosa e visível sobre o osso atingido, se este está próximo da superfície, ou uma dor profunda, se o osso infectado não pode ser sentido através da pele.
Como complicação da doença da Paget, o osteossarcoma pode desenvolver-se ao mesmo tempo em vários ossos, e as dores que provoca podem não se distinguir das causadas por aquela doença.

## Patologia

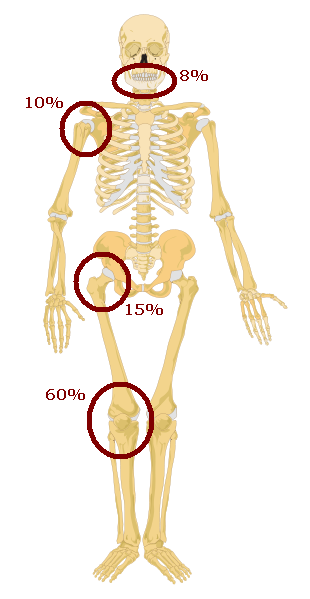
Locais mais comuns de ocorrência do osteossarcoma

O tumor pode estar localizado no final dos ossos longos. Geralmente afeta a porção final superior da tíbia ou úmero, ou a porção final inferior do fêmur.
O osteossarcoma tende a afetar regiões próximas ao joelho em 60% dos casos, 15% em volta do quadril, 10% no ombro e 8% na mandíbula. O tumor é solido, duro, irregular devido às espículas tumorais do osso calcificado (aspecto de explosão solar). Na radiografia o sinal de elevação do periósteo é conhecido como triângulo de Codman. Os tecidos em volta são infiltrados.
O tumor costuma fazer metástases locais e por via hematogênica para os pulmões.

## Diagnóstico
O diagnóstico geralmente baseia-se na radiografia do osso, mas podem ser feitos outros exames imageológicos aos ossos, como a RMN.
Pode haver aumento das enzimas fosfatase alcalina e lactato desidrogenase na circulação.

## Tratamento
O osteossarcoma não é tratado com radioterapia, uma vez que a radiação é um fator de risco para esta metaplasia. Para o tratamento, é necessário ressecar cirurgicamente o osso atingido. Hoje, as amputações corresponde apenas a 5 a 10 % dos casos, ocorrendo perda de um membro; em alguns casos, poderá adaptar-se uma endoprótese imediatamente após a operação. Em vez da amputação, é possível, em alguns casos, ressecar o osso atingido e substituí-lo por um enxerto ósseo ou mesmo por um osso artificial (Endoprótese).
Após a cirurgia, faz-se geralmente um tratamento com fármacos antineoplásticos por vários meses para destruir qualquer célula cancerosa que tenha metastizado para qualquer outra parte do corpo.

## Prognóstico
Os avanços com o tratamento melhoraram substancialmente a sobrevivência média, que antigamente era de 25%. Atualmente a taxa de sobrevivência média é de 60 a 70%.
1. ↑  http://www.cancer.org/cancer/osteosarcoma/detailedguide/osteosarcoma-what-is-osteosarcoma